# Love Brewed in the African Pot
Pour plus de détails, voir Fiche technique et Distribution.
Love Brewed in the African Pot (ce qui signifie L'Amour mijoté dans la marmite africaine) est un film ghanéen réalisé par Kwaw Ansah et sorti en 1980. Cette comédie dramatique est l'un des premiers longs métrages ghanéens marquants sortis après l'indépendance du pays, et ce film remporte plusieurs récompenses dans des festivals de cinéma.

## Synopsis
Le film se déroule au Ghana pendant la période coloniale. Aba Appiah, une femme née dans une famille de colons privilégiés, tombe amoureuse de Joe Quansah, fils d'un simple pêcheur. Le père d'Aba, Kofi Appiah, un fonctionnaire à la retraite, s'oppose à leur mariage qui va à l'encontre de ses projets pour sa fille, à laquelle il avait déjà choisi un mari. Ce conflit familial débouche sur des conséquences imprévues.

## Fiche technique
- Titre : Love Brewed in the African Pot
- Réalisation : Kwaw Ansah
- Scénario : Kwaw Ansah
- Image : Chris Tsui Hesse
- Montage : Bernard Odidja
- Studio de production : Film Africa
- Pays :  Ghana
- Langue : anglais
- Durée : 125 minutes
- Format : 35 mm, couleur
- Son : mono
- Date de sortie : 1980

## Distribution
- Anima Misa : Aba Appiah
- Reginald Tsiboe : Joe Quansah
- George Wilson : Kofi Appiah
- Emmanuel Dadson : Kolo Appiah
- Emmanuel Agebenowu : Atta Quansah
- Kofi Yirenkyi : M. Bensah
- Jumoke Debayo : Araba Mansah
- George Browne : le conseiller Benson
- Kwesi Kay : Fred Dickson

## Box office
Le film est un très grand succès populaire dans l'Afrique anglophone.

## Distinctions
Le film remporte le Prix Oumarou Ganda lors de la septième édition du Festival panafricain du cinéma et de la télévision de Ouagadougou (au Burkina Faso) en 1981.